# Polyrhachis labella
Polyrhachis labella är en myrart som beskrevs av Smith 1860. Polyrhachis labella ingår i släktet Polyrhachis och familjen myror.

## Underarter
Arten delas in i följande underarter:
- P. l. brunneipes
- P. l. labella
- P. l. obliqua